# 高加索山脉
高加索山脈（俄语：Кавказские горы），古稱太和嶺，呈东西走向，在黑海与里海之间，是俄罗斯和格鲁吉亚、阿塞拜疆等国的国界线。其最高峰为厄尔布鲁士峰，其海拔為5642米（18510呎），同时也是欧洲第一高峰。
高加索山脈包括:
- 大高加索山脈
- 小高加索山脈

大高加索山脈是亚洲和欧洲的地理分界线，從黑海東北岸，即在俄羅斯塔曼半島至索契附近開始往東南偏東延伸，直達裏海附近的巴庫為止。
而小高加索山脈則幾乎與大高加索平行排列，兩者由隔開了科爾基斯和庫拉-阿拉斯低地的蘇拉姆山脈所連接。
在小高加索山脈東南方矗立著塔雷什山脈，是厄爾布爾士山脈的西北部分。
小高加索山脈和亞美尼亞高原構成了外高加索高地。
下表列出部分高加索山脈中不同山峰的高度和所屬國家。
| 山峰名稱     | 海拔（米） | 突出海拔（米） | 所屬國   |
| ------------ | ---------- | -------------- | -------- |
| 厄尔布鲁士峰 | 5,641      | 4,741          | 俄羅斯   |
| 德赫套山     | 5,205      | 2,002          | 俄羅斯   |
| 什哈拉山     | 5,201      | 1,365          | 俄羅斯及 |
| 科什坦山     | 5,152      | 822            | 俄羅斯   |
| 占吉山       | 5,059      | 300            | 俄羅斯及 |
| 卡茲別克山   | 5,047      | 2,353          | 俄羅斯及 |
| 阿拉加茨山   | 4,090      | 2,143          | 亞美尼亞 |

## 氣候

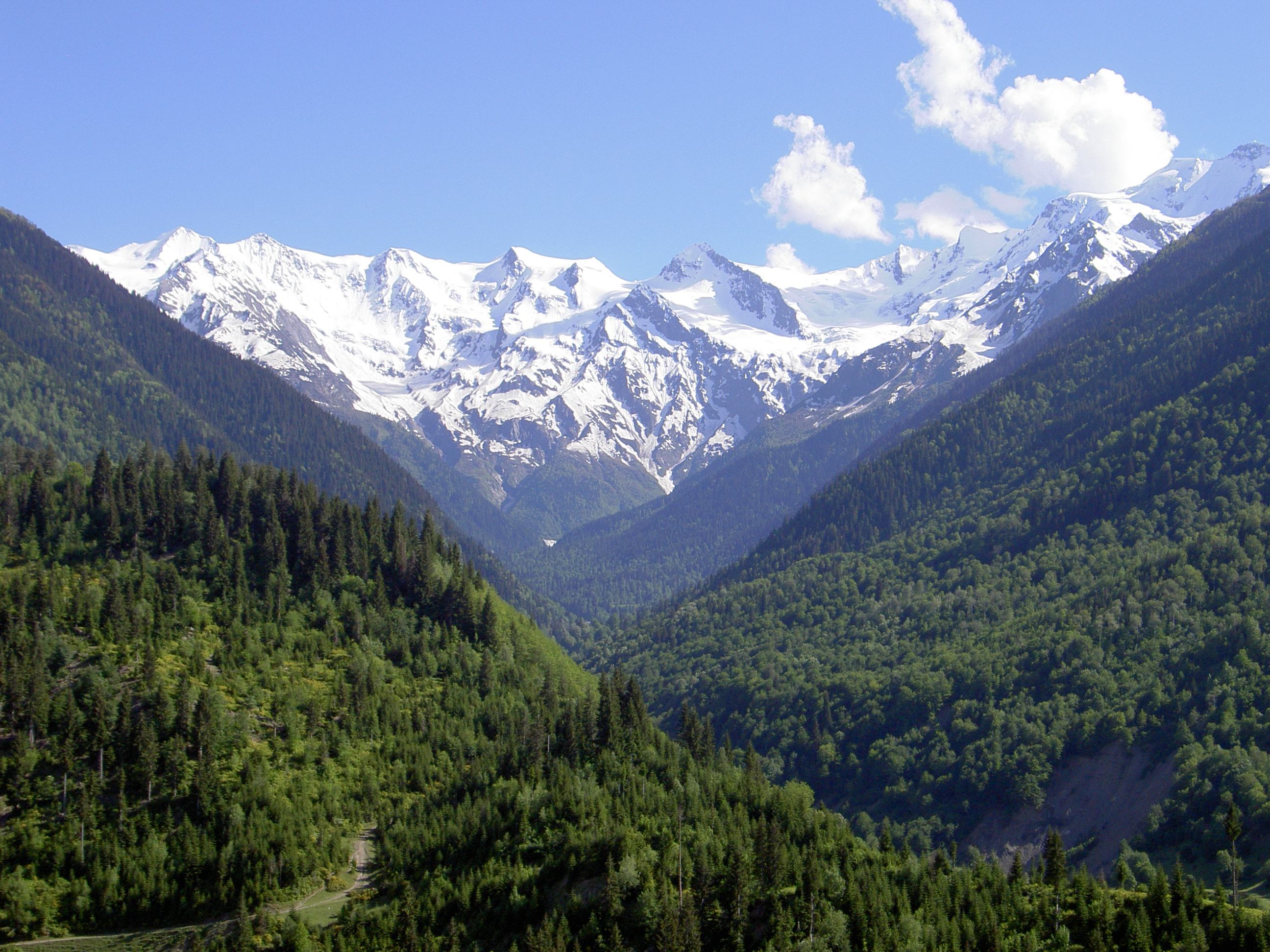
格鲁吉亚境內所見的高加索山脈

高加索山脈的氣候根據海拔而垂直變化，亦根據緯度和位置而水平變化。溫度普遍隨著海拔上升而下降。位於海平面的阿布哈茲共和國蘇呼米，其年平均溫度為攝氏15度；而位於海拔3,700米的卡茲別克山山坡，其年平均溫度下降至攝氏-6.1度。大高加索山脈的北坡較南坡寒冷3℃。由於接近大陸性氣候，小高加索山脈的高地（位於格鲁吉亚南部、亞美尼亞和阿塞拜疆西部）的夏季和冬季的溫度有著明顯的差別。
在大部分地區，降水量由東往西增加，小高加索山脈的南部和高加索東北部（靠近達吉斯坦共和國）一帶是最乾燥的地區，而山脈東北部、裏海盆地附近地區更錄得只有200毫米（9.84吋）的絕對最低年降雨量。相反地，高加索山脈的西部有著高量的降水，大高加索山脈南坡的降水量亦較北坡為高。高加索山脈西部地區的年降雨量在1000-4000毫米（39.37–157.48吋）之間變化；而山脈北部和東部地區，即車臣、印古什共和國、卡巴爾達-巴爾卡爾共和國、奧塞提亞和格鲁吉亚卡赫蒂大区一帶的年降雨量則在600-1800毫米（23.62–70.87吋）之間變化。小高加索山脈地區的降水量則在600–1,800毫米（23.62–70.87吋）之間變化（不包括蘇拉姆山脈）。
儘管某些地區因並非位於向風坡而接收不到很多的降雪，尤以受來自黑海濕氣影響較小的小高加索山脈為甚，整體來說高加索山脈仍有著很高的降雪量。一些地區，如阿布哈茲共和國北部可有逾5米（16呎）的積雪。在十一月至四月，於高加索山脈發生雪崩是很常見的。

## 地貌
高加索山脈有著各式各樣的地貌。

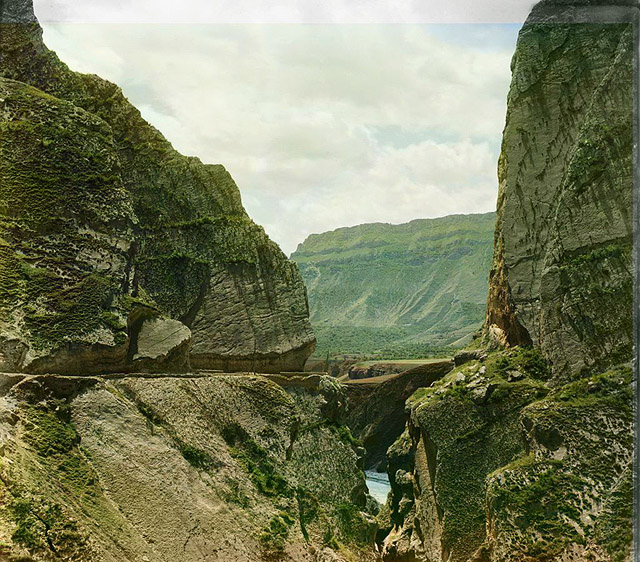
俄羅斯達吉斯坦的一個峽谷

大高加索山脈北坡的較低海拔地區主要由櫟屬、鵝耳櫪屬、梣樹和楓屬植物組成的森林所覆蓋，而較高海拔地區則由樺木屬和松屬植物所覆蓋。有些海拔較低的位置或斜坡則被草原和沙地覆蓋。大高加索山脈的西北坡亦長有冷杉和雲杉林。在海拔2000米以上、有著高山氣候的地方，高寒地帶取代了樹林。多年凍土和冰川的起始線普遍在海拔2800-3000米處。在大高加索山脈的東南坡，東方山毛櫸、橡樹、楓樹、鵝耳櫪木和梣樹林在蓬勃的成長，而山毛櫸林往往主導了海拔較高的位置。在大高加索山脈西南坡，科爾基斯樹林（由橡樹、黃楊、櫸樹、板栗、鵝耳櫪和榆樹組成的森林）覆蓋在較低海拔的位置上，針葉林、混交林（長有高加索冷杉、雲杉和山毛櫸）則在較高的海拔生長。南坡的高寒地帶可延伸至海拔2800米，冰川的起始線/雪線則從3000-3500米開始。
在小高加索山脈的西坡和北坡，科爾基斯樹林和其他落葉林在較低的海拔生長；較高海拔的地區則以混交林和針葉林（主要為高加索冷杉和雲杉）為主導。山毛櫸亦常見於較高的海拔地帶。小高加索山脈的南坡大規模地覆蓋著草原和沙地，並延伸至海拔2500米的地方。這些地區的最高處普遍為高山草原。